# Patrik Hartl
Patrik Hartl (n. 10 septembrie 1976, Olomouc, Cehoslovacia) este un regizor și scriitor ceh.

## Biografie
A absolvit cursuri de regie de film și televiziune la FAMU din Praga. Este principalul autor și regizor al teatrului praghez Studio DVA, pentru care a scris și regizat o serie de producții de mare succes. Lucrează și în alte teatre – Teatrul Viola, Teatrul din Celetná.
Debutul său literar a avut loc în 2012 cu cartea Prvok, Šampón, Tečka a Karel, care a fost reeditată de mai multe ori datorită marelui interes al cititorilor. Romanele sale ulterioare, Malý pražský erotikon (2014), Okamžiky štěstí (2016), Nejlepší víkend (2018), 15 roků lásky (2021) și Gazely (2023) au câștigat Český bestseller. Pe baza romanului său Prvok, Šampón, Tečka a Karel a realizat un film cu același nume, care a devenit filmul cu cele mai mari încasări în cinematografele cehe în 2021. În 2024, a fost publicată cartea sa de povești fericite pentru copii intitulată Andula Andula.
Soția sa, Martina, lucrează pe post de consultant în domeniul dezvoltării regionale. În 2006 au avut un fiu, Hynek, iar în 2017 o fiică, Aya.
În 2024 a fost prezentat de Česká televize drept una dintre personalitățile care vor lua parte la cea de-a treisprezecea serie a concursului de dans StarDance.

## Creații

### Ficțiune
- Prvok, Šampón,Tečka a Karel (2012, Bourdon)[22]
- Malý pražský erotikon (2014, Bourdon)[23]
- roman dublu Okamžiky štěstí (2016, Bourdon)[24]
- Nejlepší víkend (2018, Bourdon)[25]
- 15 roků lásky (2021, Bourdon)[26]
- Gazely (2023, Bourdon)[27]
- Andulka Andula (2024, Bourdon)

### Creație dramatică proprie
- Hovory o štěstí mezi čtyřma očima (2004, Studio DVA divadlo)
- Večírek na Seině (2005, Divadlo Viola)
- Klára a Bára (2006, Studio DVA divadlo)
- Soukromý skandál (2011, Studio DVA divadlo)
- Hlava v písku (2013, Studio DVA divadlo)
- Hvězda (2013, Studio DVA divadlo)
- Vysavač (2015, Studio DVA divadlo)
- 4 sestry (2016, Studio DVA divadlo)
- Líbánky na Jadranu (2017, Studio DVA divadlo)
- Lovci bobrů (2022, Studio DVA divadlo)

### Regie de teatru
- Dario Fo, Franca Rame: Otevřené manželství (Divadlo Studio Dva, 2002)
- István Őrkény: Kočičí hra (Divadlo Studio Dva, 2003)
- Ingmar Bergman: Podzimní sonáta (Divadlo Studio Dva, 2003)
- Joe Orton: Návštěva pana Sloana (2003)
- Richard Nelson: Madame Melville (Divadlo Studio Dva, 2004)
- Rob Becker: Caveman (2005)
- Terry Johnson: Absolvent (Divadlo Studio Dva, 2005)
- Ženy mezi nebem a zemí – constând din două producții: Lucille Fletcher: „Promiňte, omyl!“ a Andrzej Maleszka: „Jašek“ (Divadlo Studio Dva, 2005)
- adaptare a povestirilor lui Woody Allen: Možná přijde i Woody! (2006, Divadlo Viola)
- Gérald Sibleyras în colaborare cu Jean Dell: Půldruhé hodiny zpoždění (Divadlo Studio Dva, 2007)
- Jim Cartwright: Tichý hlas (Divadlo Studio Dva, 2008)
- un fragment scenic din romanul Crimă și pedeapsă și din nuvela Sfielnica de Feodor Mihailovici Dostoievski: Něžná je noc (Divadlo v Celetné, 2011)
- Jitka Škápíková: Století hitů (Divadlo Viola, 2012)

### Regie de film
- Stav bez tíže (1999)
- Taková normální rodinka (2008)
- Prvok, Šampón, Tečka a Karel (2020)

### Lucrări de televiziune
- Adam a Eva 2001 (Česká televize, 2001)
- serie Ulice (TV Nova, 2006–2011)[28]

## Premii și distincții
- Český bestseller 2023 pentru Gazely[29]
- Český bestseller 2021 pentru 15 roků lásky[30]
- Český bestseller 2018 pentru Nejlepší víkend[31]
- Český bestseller 2016 pentru Okamžiky štěstí[13]
- Český bestseller 2014 pentru Malý pražský erotikon[12]